# Hornaveque

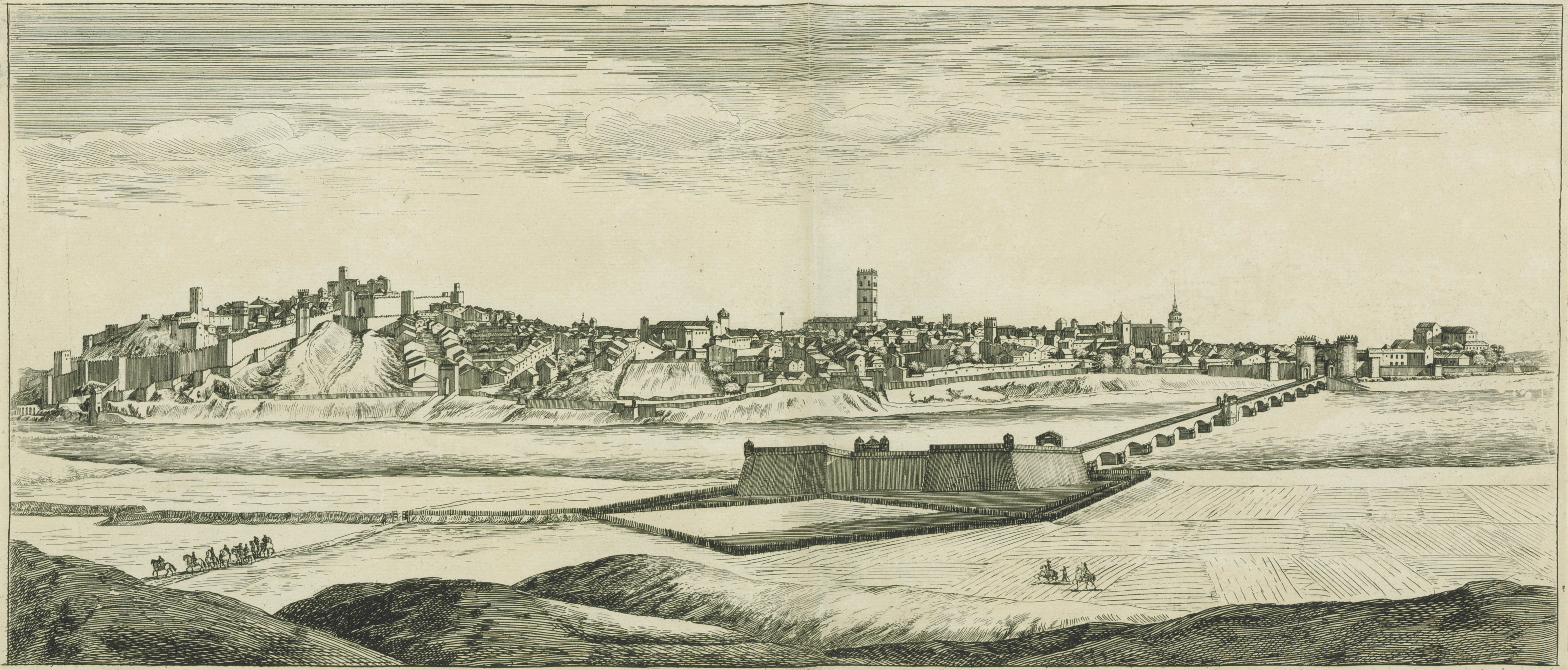
Hornaveque em Badajoz.

Um hornaveque (do Alemão hornwerk) ou obra cornuta, em arquitetura militar, é um importante tipo de obra exterior de uma fortificação abaluartada, composta por dois meio-baluartes unidos por uma cortina.
Normalmente é erguido diante de um baluarte ou de um revelim (obra corna de braços compridos) ou de uma cortina (obra corna de braços curtos), quando o espaço diante dessa cortina é insuficiente para a construção de um revelim. Tinha uma altura inferior à da fortificação principal e albergava por vezes uma poterna de acesso no seu centro, em posição protegida entre os lados dos "cornos".

Quando a ponta de outro baluarte é adicionada aos dois semi-baluartes em posição central, como por exemplo nos desenhos de Sébastien Le Prestre de Vauban, leva o nome de "obra coroada".

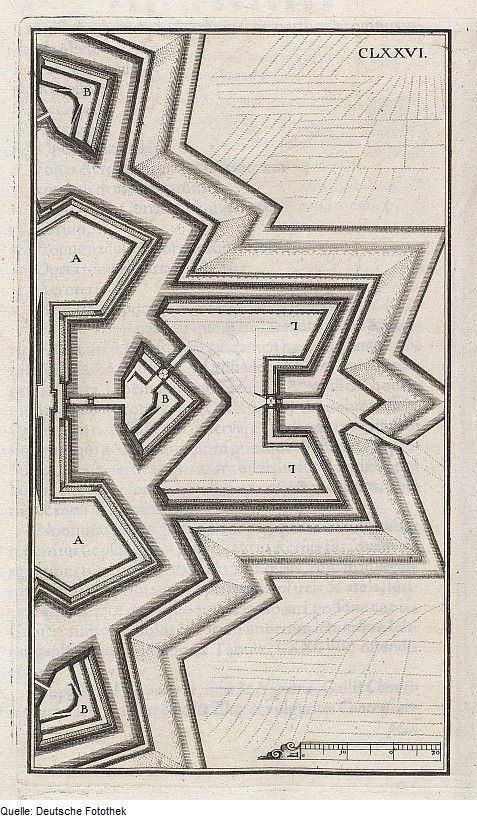
Plano de um horneveque, colocado diante de um revelim

Às vezes, a trompa desprende-se completamente da estrutura principal, constituindo um revelim de formato particular.

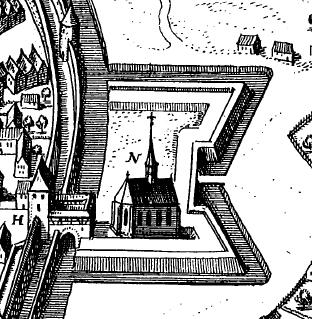
Obra cornuta em gravura antiga representando Frankfurt sobre o Meno.

## Etimologia
A palavra hornabeque tem sua origem no alemão Hornwerk, de Horn, corno, e Werk, obra, ou seja, obra em forma de corno. O nome provém da particular forma bifurcada que consiste numa curta cortina colocada entre dois semi-baluartes.